# Opium w rosole
Opium w rosole – piąty tom cyklu Jeżycjada, powieść autorstwa Małgorzaty Musierowicz, z ilustracjami autorki, wydana w 1986. Powieść pisana najdłużej ze wszystkich części Jeżycjady, wydana po pięciu latach od ukazania się czwartej części, Idy sierpniowej.

## Krótko o treści
Akcja książki rozgrywa się w Poznaniu, w latach osiemdziesiątych XX wieku. Kreska, jedna z bohaterek, mieszka z dziadkiem – znanym czytelnikom z poprzednich tomów nauczycielem polskiego, profesorem Dmuchawcem. Jej rodzice zniknęli, o czym w wydanej w 1986 roku i poddanej cenzurze książce się nie mówi, podobnie jak o przyczynach zniknięcia ojca Borejko (z kolejnych części dowiadujemy się, że był od 1981 w więzieniu za rozprowadzanie tzw. 'bibuły'). Schorowany profesor Dmuchawiec już nie pracuje; niegdyś pełnego entuzjazmu wychowawcę dręczą wyrzuty sumienia, że jego uczniom nie powiodło się za dobrze w życiu – boi się spotkania ze swoją ulubienicą Gabrysią, którą mąż porzucił, zostawiwszy z małą córeczką. Profesor lęka się zobaczyć załamaną i przybitą kobietę zamiast dawnej tryskającej entuzjazmem dziewczyny.
Do tej samej szkoły, w której on niegdyś pracował, uczęszcza jego wnuczka Janina, nazywana przez wszystkich Kreską. Czuje się tam tłamszona i nieszczęśliwa, nie radzi sobie z matematyką, a do tego ma problemy z wychowawczynią – chłodną i wymagającą Ewą Jedwabińską, traktującą uczniów nie jak żywe, myślące istoty, ale jak pozbawione uczuć obiekty badań psychologicznych. W dodatku w domu wiecznie brakuje pieniędzy, więc Kreska dorabia szyciem, jednocześnie sama ubiera się w ciągle przerabiane na drutach swetry i rzeczy szyte ze starych ubrań. Pociechą dla niej jest przyjaźń z sąsiadem, starszym kolegą ze szkoły Maćkiem Ogorzałką, jednak kiedy skrycie zakochana w nim Kreska odkrywa, że sam Maciek stracił głowę dla innej – pięknej, efektownej i świetnie ubranej Matyldy i przestaje mieć czas dla Kreski, ich przyjaźń zaczyna się chwiać.
Jednocześnie po Jeżycach chodzi mała, wiecznie umorusana dziewczynka, puka do domów, przedstawia się jako Genowefa Lompke, Sztompke, Trombke, Pompke, Zombke, Rombke lub Bombke (naprawdę nazywa się Aurelia Jedwabińska) i wprasza się na obiadek. Mimo że wszystko jest na kartki, a u większości mieszkańców Jeżyc się nie przelewa, nikt nie odmawia tajemniczej małej dziewczynce i ma zawsze dla niej talerz tytułowego rosołu. Tymczasem jej matka, z którą dziecko nie może znaleźć porozumienia, nie ma pojęcia o wędrówkach córeczki.

## Bohaterowie
- Kreska – Janina Krechowicz, wnuczka profesora Dmuchawca, tajemnie zakochana w Maćku Ogorzałce, który z początku wcale nie zwracał na nią uwagi.
- Maciek Ogorzałka – brat Piotra Ogorzałki, kolega Kreski ze szkoły, przystojny blondyn, cieszący się powodzeniem wśród dziewczyn. Był dobry z matematyki i pomagał Kresce przy zadaniach.
- Piotr Ogorzałka – starszy brat Maćka; jego ulubionym zajęciem jest prowadzenie kroniki, w której zapisuje wszystkie ważne wydarzenia na świecie.
- Jacek Lelujka – kolega Kreski z klasy, rywal Maćka Ogorzałki w konkurach o względy Kreski.
- Ewa Jedwabińska – psycholog i nauczycielka matematyki w szkole Kreski, dawna uczennica prof. Dmuchawca, której jednak brakuje zarówno jego talentu pedagogicznego, jak i serca dla młodzieży, wszystkich traktuje jako przedmioty swoich eksperymentów, zmuszając do wypełniania kolejnych ankiet, bardzo ambitna i pracowita, nie umie okazywać uczuć. Jej powagę wyrażało m.in. mieszkanie o wyjątkowej stonowanej gamie czarno-białej, które musiało tworzyć jedną całość w głowie bohaterki.
- Aurelia Zofia Jedwabińska – główna bohaterka, córka Ewy Jedwabińskiej, smutna i przerażona dziewczynka pozostająca pod opieką sąsiadki; jedynym jej przyjacielem jest stara maskotka – piesek. Aurelia jadała u pani Lisieckiej, swej opiekunki, jednakże posiłki te jej nie odpowiadały. Chodziła więc „na obiadki” do innych, podając się za Genowefę (za każdym razem podawała inne nazwisko: Lompke, Sztompke, Trombke, Pompke, Zombke, Rombke lub Bombke).
- Matylda Stągiewka – piękna dziewczyna, w dzieciństwie wyszydzana jako brzydula, która obecnie mści się za dawne upokorzenia, rozkochując w sobie i porzucając kolejnych chłopców.
- Gabrysia Borejko – bohaterka znana czytelnikom z poprzednich części, główna bohaterka trzeciego tomu pt. Kwiat kalafiora, obecnie porzucona przez męża matka małej Róży, nazywanej przez Gabrysię „Pyzunią”.
- Ida Borejko – bohaterka znana czytelnikom z poprzednich tomów, główna bohaterka czwartego tomu pt. Ida sierpniowa; jest zakochana w Sławku Lewandowskim.
- Sławek Lewandowski – chłopak oraz późniejszy narzeczony Idy.
- Prof. Czesław Dmuchawiec – dziadek Janiny Krechowicz. Siwy, potargany starszy pan o dobrodusznym, kpiącym uśmieszku i łagodnym spojrzeniu jasnych oczu, ukrytych za grubymi szkłami. W niewyjaśnionych do końca okolicznościach stracił pracę nauczyciela. Spokojny, liberalny, sprawiedliwy w ocenie uczniów, dowcipny, sympatyczny, lubiany przez swoich wychowanków. Dobry wykładowca, wytrawny pedagog.
- Pani Borejkowa – matka Gabrysi i Idy.